# Quand on a vingt ans
Pour plus de détails, voir Fiche technique et Distribution.
Quand on a vingt ans (The Plastic Age) est un film américain réalisé par Wesley Ruggles, sorti en 1925.

## Synopsis
Dans le collège fictif de Prescott, Hugh Carver (Donald Keith), champion de l'équipe de football, tente de concilier ses études et ses performances athlétiques. Mais au cours du bizutage, il rencontre la pétillante Cynthia (Clara Bow) qui ne vit que pour la fête. Ses résultats s'effondrent et ses parents le tancent. Rien n'y fait, il est sous le charme de Cynthia. Il sort, se bat, boit, etc. Il frôle l'arrestation par la police, synonyme d'expulsion du collège. Cynthia, réalisant sa terrible imprudence et qu'elle l'envoie à l'échec, décide de rompre dans le but non avoué qu'il se concentre totalement sur ses objectifs...

## Fiche technique
- Titre original : The Plastic Age
- Titre français : Quand on a vingt ans
- Réalisation : Wesley Ruggles
- Scénario et Adaptation : Frederica Sagor et Eve Unsell d'après un roman de Percy Marks
- Producteur : B. P. Schulberg
- Société de production : B. P. Schulberg Productions
- Distribution : Al Lichtman et Preferred Pictures Corporation
- Image : Allen G. Siegler et Gilbert Warrenton
- Pays : États-Unis
- Genre : Comédie romantique
- Durée : 73 minutes (1 h 13)
- Format : Noir et blanc - film muet
- Date de sortie :
  - États-Unis : 15 décembre 1925

## Distribution

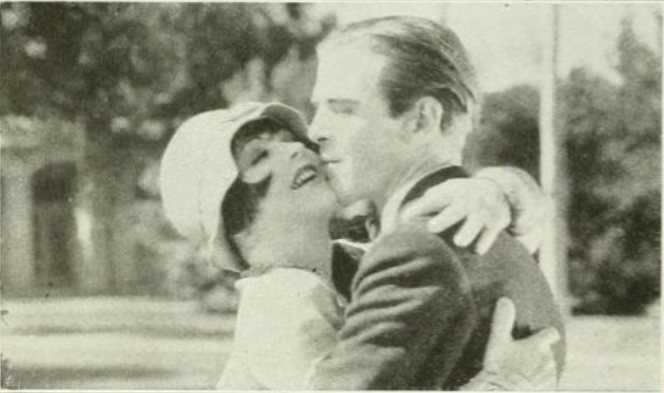
Clara Bow dans une scène du film.

- Clara Bow : Cynthia Day
- Donald Keith : Hugh Carver
- Mary Alden : Mme Carver
- Henry B. Walthall : Henry Carver
- Gilbert Roland : Carl Peters
- David Butler : Coach Henley
- Clark Gable : un athlète
- Gwen Lee : la fille de Carl
- Janet Gaynor : non créditée
- Carole Lombard : non créditée